# Selfoss (ciutat)
Selfoss és una ciutat del sud d'Islàndia, a la vora del Riu Ölfusá.
És part, i seu, del municipi d'Árborg. La carretera de circumval·lació (islandès: Hringvegur) travessa la ciutat en el seu camí entre Hveragerði i Hella. És un centre de comerç i petites indústries de 6.512 habitants (2011), el que la converteix en la més gran zona residencial al sud d'Islàndia.

## Vila del llibre
L'objectiu d'aquest projecte, "The Book Town" (en anglès), és formar un clúster local de col·laboració entre socis relacionats amb els llibres, la cultura i el turisme. En el lideratge del projecte durant els inicis hi van ser Sunnlenska bókakaffið ("South Book Café") i Konubókastofan a Eyrarbakki (Saló de llibres per a dones a Eyrarbakki), amb el suport de diverses regions, biblioteques i grups d'art, a més de nombrosos socis locals en els camps del turisme, l'educació i la cultura. Per citar-ne alguns: Sveitarfélagið Árborg, Sveitarfélagið Ölfus, Hveragerðisbær, Markaðsskrifstofa Suðurlands, Flóahreppur, Bókasafn Árborgar, Listvinafélag Hveragerðis.